# Mila Turajlić
Mila Turajlić (en serbe en écriture cyrillique : Мила Tураjлић ; née en 1979) est une réalisatrice serbe connue pour ses documentaires. Elle a réalisé les films L'Envers d'une histoire et Cinéma Komunisto.

## Biographie

### Formation
Turajlić est née à Belgrade, en Serbie. Sa mère est Srbijanka Turajlić, une militante démocrate bien connue en Serbie. Turajlić a étudié la production cinématographique à la faculté des Arts Dramatiques de l'Université de Belgrade et les sciences politiques à la London School of Economics. Elle s'est spécialisée dans la réalisation de films documentaires à La Femis à Paris et a également obtenu un doctorat de l'Université de Westminster. Elle a travaillé en tant que chercheur et assistant de production pour la BBC, Discovery Channel et Arte France. De plus, elle a travaillé comme assistante réalisatrice sur les tournages des films Les Frères Bloom et Fondu au Noir, ainsi que sur Apocalypto en tant que coordonnatrice.
Turajlić a partagé ses expériences de réalisatrice de documentaire lors conférences dans des universités telles que Harvard, Yale, la Sorbonne et de l'Université du Michigan. Elle dirige aussi des ateliers pédagogiques à La Femis pour Archidoc et le Balkan Documentaire Center. Elle est également l'une des fondatrices de l'Association des Réalisateurs de Documentaires de Serbie. Turajlić participe à la création du "Magnifique 7 Festival" de Belgrade qui diffuse des documentaires européens.

### Carrière cinématographique

#### Cinema Komunisto
Produit en 2010, Il était une fois en Yougoslavie : Cinema Komunisto examine la façon dont la réalisation de films a été utilisée en Yougoslavie pour façonner l'identité nationale. Pour Turajlić, les anciens studios de cinéma communistes symbolisent à la fois le début et la fin de la Yougoslavie. Selon la réalisatrice, elle a souhaité documenter ce qu'elle a trouvé aux studios de l'Avala parce qu'elle se « ... sentait à la fois étonnée et en colère de la façon dont ils ont été oubliés ». Construit dans les années 1950, les studios ont été l'un des plus importants dans la région, accueillant des stars comme Sophia Loren, Orson Welles, et Kirk Douglas. Le président de la Yougoslavie Josef Broz Tito a été la force motrice de l'industrie cinématographique locale. Turajlić a obtenu l'accès à des archives privées de Tito et interrogé son projectionniste personnel Leka Konstantinovic.
Cinema Komunisto a gagné le prix du Meilleur Documentaire au Chicago International Film Festival et a également reçu un prix au FOCAL International,. Il a été projeté à l'IDFA et au Tribeca Film Festival, et a été distribué en salles en Europe et en Amérique du Nord,,,,,.

#### L'Envers d'une histoire
En 2017, elle réalise le documentaire L'envers d'une histoire sur la vie en Serbie déchirée par la guerre, à travers les yeux de Srbijanka Turajlić, mère de la réalisatrice et militante de la paix. L'objet est décrit comme "...une voix d'hier qui refuse d'être réduite au silence. Le passé lointain et récent du pays est exploré dans le film. Les portes verrouillées au milieu de l'appartement familial symbolise les absurdités de l'ancien régime communiste. Le grand-père de la réalisatrice était un riche homme politique, propriétaire de l'appartement qui a été sous-divisé en petits unités d'habitation lorsque les communistes ont pris le pouvoir dans les années 1940. Espionné par leurs nouveaux voisins, la famille Turajlić a du surveiller ce qui était dit et fait dans l'appartement. L'une des "nouveaux" habitants qui vivait dans la subdivision depuis sept décennies, est décédée pendant le tournage, ce qui a permis d'enfin ouvrir ces portes verrouillés.
Décrit comme "accessible, informatif et non sans ironie humoristique...", le film a remporté en 2017 le "Prix du Meilleur long métrage Documentaire" au Festival International du Film Documentaire d'Amsterdam (IDFA),,. Le documentaire a également reçu le prix de la diversité culturelle au festival goEast en Allemagne,,. Turajlić a gagné le prix du meilleur réalisateur au festival RiverRun en Caroline du Nord,.
L'envers d'une histoire fait sa première américaine en 2018 au San Francisco International Film Festival,.  En outre, il a été présenté au Toronto International Film Festival (TIFF) et a eu une projection spéciale à Montréal, Canada,,,. Le film est produit par la productrice française Carine Chichkowsky (Survivance). C'est également la première coproduction de la chaîne HBO Europe avec la Serbie et a été diffusée par le réseau en 2017.

#### Tito le Cameraman
Turajlić travaille actuellement[Quand ?] sur son prochain documentaireTito Caméraman, qui est composé d'images d'archives et d'entrevues avec Stevan Labudović, dont la caméra « ...enregistra à la naissance des amitiés devenues ensuite la pierre angulaire du Mouvement des Non-Alignés. » Labudović accompagnait régulièrement le président yougoslave Josef Broz Tito au cours de ses voyages internationaux, pour assurer la documentation de ses visites auprès des chefs d'État. Pour capturer des moments intimes avec ces dirigeants du monde, Labudović développa une technique à l'aide d'un objectif de 50mm, de sorte que « ... la véritable nature de leur personnalité pourrait être révélée. » Il a eu l'occasion de filmer Nehru, la Reine Elizabeth, Kim Il-sung, John F. Kennedy, Fidel Castro, notamment.
Labudović filma des lieux exotiques qui ont intrigué le public yougoslave de retour au pays. Il a également enregistré des moments historiques à travers le monde. Il a filmé en Algérie la libération de la colonisation française,,. Né en 1926 à Berane, Stevan Labudović est mort en 2017 à Belgrade,,.

## Filmographie
- 2010 : Il était une fois en Yougoslavie : Cinema Komunisto
- 2017 : L'envers d'une histoire
- 2022 : Ciné-Guerrillas : Scènes des archives Labudović
- 2022 : Non alignés : Scènes des archives Labudović